# 황우림
황우림(한국 한자: 黄友琳, 1996년 8월 29일 ~ )은 대한민국의 가수, 뮤지컬 배우이다.

## 학력
- 서울공연예술고등학교 실용음악과 (졸업)

## 출연작
- 2017년 JTBC《믹스나인》
- 2019년 뮤지컬 그리스 (리조 역)
- 2020년 TV조선《내일은 미스트롯 2》
- 2021년 TV조선《내일은 미스트롯2 토크 콘서트》
- 2021년 TV조선《화요청백전》
- 2021년 TV조선《내 딸 하자》
- 2021년 SBS MTV 《더 쇼》
- 2021년 여수MBC 《오 마이싱어》
- 2021년 TV조선 《달 뜨는 소리》
- 2021년 TV조선 《금요일에 만나요》
- 2021년 TV조선 《금요일은 밤이 좋아》